# Скухравы, Томаш
То́маш Ску́хравы (чеш. Tomáš Skuhravý; 7 сентября 1965, Чески-Брод, Чехословакия) — чехословацкий и чешский футболист, нападающий. Известен своими выступлениями за «Дженоа» и сборную Чехословакии. Участник чемпионата мира 1990 года, по итогам которого он с пятью мячами стал вторым бомбардиром после Сальваторе Скиллачи и вошёл в символическую сборную чемпионата. Лучший футболист Чехословакии 1991 года.

## Карьера

### Клубная
Свою карьеру Томаш Скухравы начал, когда ему было всего 17 лет, дебютировав в сезоне 1982/83 в составе пражской «Спарты». В своём втором сезоне Томаш сыграл 21 матч в чемпионате и забил 3 гола, что помогло его команде впервые за 17 лет стать чемпионом Чехословакии, также в том сезоне командой был завоёван Кубок Чехословакии. 28 сентября 1983 года Скухравы дебютировал в Кубке УЕФА, его дебют пришёлся на выездной матч первого раунда с мадридским «Реалом». «Спарта» выиграла первый матч 3:2, но уже на 22-й минуте ответного поединка испанцы повели в счёте. Скухравы выпустили на поле лишь на 59-й минуте матча и уже на 73-й минуте ему удалось сравнять счёт. Матч так и закончился ничьей 1:1, и «Спарта» выбила «Реал» из розыгрыша Кубка. Во втором раунде «Спарта» выбила из розыгрыша польский «Видзев», проиграв на выезде 0:1 (Скухравы вышел на поле во втором тайме), дома «Спарта» выиграла 3:0, причём третий гол команды забил именно Скухравы. После этого в третьем раунде «Спарта» выбила английский «Уотфорд», обыграв их по сумме двух матчей со счётом 7:2, но в четвертьфинале «Спарта» проиграла «Хайдуку» из Сплита.
Следующие два сезона Скухравы отыграл в клубе «Руда Гвезда». За это время он сыграл 58 матчей в чемпионате и забил в них 17 голов, после чего вновь вернулся в «Спарту».
В своём первом сезоне после возвращения Скухравы сыграл в чемпионате 29 матчей, в которых забил 18 мячей, во второй раз в своей жизни стал чемпионом Чехословакии и дошёл до финала Кубка Чехословакии, в котором, однако, «Спарта» уступила по пенальти клубу «ДАК 1904». Но в Кубке УЕФА команда выступила крайне неудачно, вылетев уже в первом раунде, уступив «Витории» из Гимарайнша. В следующем сезоне Скухравы, сыгравший в 28 матчах и забивший 11 голов, сделал с командной так называемый «золотой дубль», выиграв и чемпионат, и кубок страны. В том же сезоне Томаш дебютировал в Кубке европейских чемпионов. «Спарта» в первом раунде уверенно прошла исландский клуб «Фрам», однако во втором уступила бельгийскому «Андерлехту». В следующем сезоне клуб вновь сделал «золотой дубль», а Скухравы сыграл во всех 30 играх сезона, забил 13 голов. Но в Кубке европейских чемпионов команду уже в первом раунде выбил румынский клуб «Стяуа». В своём последнем сезоне Скухравы провёл 26 матчей в чемпионате, забив 13 голов, и ещё раз стал чемпионом Чехословакии, однако в Кубке европейских чемпионов команде вновь не повезло. Пройдя в первом раунде турецкий «Фенербахче», во втором раунде Скухравы со своей командой проиграл софийскому ЦСКА.
Сразу после успешного чемпионата мира, Скухравы перешёл в клуб итальянской Серии A «Дженоа». В итальянском клубе Скухравы образовал связку нападающих вместе с уругвайцем Карлосом Агилерой. В своём первом сезоне Скухравы и Агилера забили по 15 голов, чем помогли завоевать своему клубу четвёртое место и путёвку в Кубок УЕФА. Благодаря успешным выступлениям в первом итальянском сезоне Томаша признали лучшим футболистом Чехословакии 1991 года. В следующем сезоне Скухравы сыграл в 32 матчах чемпионата и забил 11 голов, но «Дженоа» разделила лишь 13-е место с «Кальяри», однако, в Кубке УЕФА клубу удалась впечатляющая серия. В первом раунде был пройден испанский клуб «Реал Овьедо» (Скухравы забил два гола головой в ответном поединке в Генуе), во втором и третьем раунде были устранены «Динамо» из Бухареста и «Стяуа» соответственно. В четвертьфинале команду поджидал «Ливерпуль». Первый матч на стадионе «Луиджи Феррарис» закончился победой генуэзцев со счётом 2:0, и ответный матч на «Энфилде» закончился также победой итальянцев со счётом 2:1, благодаря этому «Дженоа» стала первой итальянской командой, которая обыграла «Ливерпуль» на его поле. «Дженоа» вышла в полуфинал Кубка УЕФА, где её поджидал будущий победитель турнира амстердамский «Аякс». Домашний матч итальянцы проиграли со счётом 2:3, а на выезде сумели добиться лишь ничьей 1:1, Скухравы отыграл в обоих полуфинальных матчах все 90 минут. Всего в том розыгрыше Кубка УЕФА Скухравы сыграл во всех 10 матчах и забил 4 гола. Причём эти 10 матчей делают его рекордсменом «Дженоа» по количеству проведённых матчей в еврокубках, наряду с Марио Бортолацци и Дженнаро Руотоло. После этого сезона Скухравы отыграл в Генуе ещё три с половиной сезона, став настоящим лидером команды. За игру ему прощались даже частые нарушения спортивного режима. Однако даже игра Томаша не помогла команде избежать вылета в Серию B в сезоне 1994/95. Отыграв за половину сезона 8 матчей и забив 1 гол в Серии B, Томаш Скухравы принял решение сменить Италию на Португалию, перейдя в лиссабонский «Спортинг». Всего за «Дженоа» сыграл 164 матча в чемпионате и забил в них 59 голов (1 матч и 1 гол он провёл в дополнительном матче на выбывание против «Падовы» в конце сезона 1994/95). Его показатель в 58 голов в Серии A является рекордом для «Дженоа». За свои выступления Томаш удостоился того, что его включили в символическую сборную всех времён клуба «Дженоа».
В «Спортинге» Скухравы, получивший 29-й номер, дебютировал 16 декабря 1995 года, заменив на 71-й минуте капитана команды Осеану в домашнем матче чемпионата Португалии с «Фелгейрашем», завершившемся победой «Спортинга» со счётом 4:0. Он сыграл ещё в трёх матчах чемпионата, лишь в одном появившись от начала до конца, после чего получил травму, из-за которой пропустил оставшуюся часть сезона. Несмотря на это, Скухравы стал бронзовым призёром чемпионата Португалии.
По окончании сезона Скухравы перешёл в клуб «Виктория Жижков», однако из-за травм он так и не смог провести ни одной игры за команду, после чего принял решение завершить свою карьеру.
Всего за карьеру Томаш Скухравы забил в чемпионатах Чехословакии и Италии 135 мячей в 368 матчах, причём по статистике практически каждый третий мяч забивал головой.

### В сборной
До дебюта в основной сборной Чехословакии Томаш Скухравы c 1984 по 1986 год выступал за молодёжную сборную Чехословакии, в составе которой он провёл 13 матчей и забил 4 гола.
В главной сборной Чехословакии Томаш Скухравы дебютировал 4 сентября 1985 года, заменив Вацлава Данека на 82-й минуте товарищеского матча со сборной Польши, завершившегося победой чехословацкой сборной со счётом 3:1. Это единственный матч, в котором Томаш играл за сборную как представитель клуба «Руда Гвезда». В 1990 году Скухравы принял участие в чемпионате мира, который стал для него настоящим «звёздным часом». Томаш начал турнир с двух голов в ворота сборной США, потом он принял участие в матчах со сборными Австрии и Италии, в которых не смог отличиться забитыми голами, но затем в 1/8 финала, в матче с Коста-Рикой Скухравы удалось забить три гола, причём все свои голы Скухравы забил головой (это уникальное достижение только на чемпионате мира 2002 года смог повторить Мирослав Клозе). Но в четвертьфинале Чехословакия уступила будущим чемпионам сборной ФРГ. Скухравы с пятью голами, из которых четыре он забил головой, стал вторым бомбардиром турнира после Сальваторе Скиллачи, а также удостоился того, что его включили в символическую сборную чемпионата. Этот турнир так и остался единственным значимым в карьере Томаша Скухравы. Своё последнее выступление за сборную Чехословакии он провёл 17 ноября 1993 года в отборочном турнире чемпионата мира 1994 года против сборной Бельгии, когда самой Чехословакии уже не существовало. Всего же за сборную Чехословакии Томаш Скухравы сыграл 43 матча, в которых забил 14 голов. Также Скухравы сыграл 9 матчей в составе олимпийской сборной Чехословакии, забив 5 голов.
За сборную Чехии Томаш Скухравы сыграл свой первый матч 25 мая 1994 года против сборной Литвы, завершившийся победой чехов со счётом 5:3. Скухравы принимал участие в отборочном турнире чемпионата Европы 1996 года, однако на сам турнир, на котором сборная Чехии дошла до финала, он не поехал. Свой последний матч за сборную Чехии Томаш провёл 6 сентября 1995 года в отборочном турнире чемпионата Европы 1996 года против сборной Норвегии, тот матч завершился победой чехов со счётом 2:0, а сам Скухравы забил первый гол своей сборной с пенальти на 6-й минуте, после чего на 81-й минуте был заменён на дебютировавшего в сборной Вратислава Локвенца. Всего за сборную Чехии Томаш Скухравы сыграл 6 матчей, в которых забил 3 гола.

## Достижения

### Командные
«Спарта» (Прага)
- Чемпион Чехословакии (5): 1984, 1987, 1988, 1989, 1990
- Бронзовый призёр чемпионата Чехословакии: 1983
- Обладатель Кубка Чехословакии (3): 1984, 1988, 1989
- Финалист Кубка Чехословакии: 1987
- Итого: 8 трофеев

 «Спортинг» (Лиссабон)
- Бронзовый призёр чемпионата Португалии: 1996
- Финалист Кубка Португалии: 1996

### Личные
- Футболист года в Чехословакии: 1991
- Обладатель «Серебряной бутсы» чемпионата мира: 1990 (5 голов)
- Входит в символическую сборную чемпионата мира 1990

## Личная жизнь
Скухравы живёт в Генуе, является владельцем ночного клуба, а также работает комментатором на ТВ.

## Клубная статистика
| Клуб                | Сезон            | Национальный чемпионат | Национальный чемпионат | Национальный Кубок | Национальный Кубок | Кубок европейских чемпионов | Кубок европейских чемпионов | Кубок УЕФА | Кубок УЕФА | Итого | Итого |
| Клуб                | Сезон            | Игры                   | Голы                   | Игры               | Голы               | Игры                        | Голы                        | Игры       | Голы       | Игры  | Голы  |
| ------------------- | ---------------- | ---------------------- | ---------------------- | ------------------ | ------------------ | --------------------------- | --------------------------- | ---------- | ---------- | ----- | ----- |
| Спарта (Прага)      | 1982/83          | 8                      | 1                      | ?                  | ?                  | 0                           | 0                           | 0          | 0          | 8     | 1     |
| Спарта (Прага)      | 1983/84          | 21                     | 3                      | 2+                 | 2+                 | 0                           | 0                           | 7          | 3          | 30+   | 8+    |
| Спарта (Прага)      | Итого            | 29                     | 4                      | 2+                 | 2+                 | 0                           | 0                           | 7          | 3          | 38+   | 9+    |
| Руда Гвезда         | 1984/85          | 28                     | 4                      | ?                  | ?                  | 0                           | 0                           | 0          | 0          | 28+   | 4+    |
| Руда Гвезда         | 1985/86          | 30                     | 13                     | ?                  | ?                  | 0                           | 0                           | 0          | 0          | 30+   | 13+   |
| Руда Гвезда         | Итого            | 58                     | 17                     | ?                  | ?                  | 0                           | 0                           | 0          | 0          | 58+   | 17+   |
| Спарта (Прага)      | 1986/87          | 29                     | 18                     | 2+                 | 0+                 | 0                           | 0                           | 2          | 1          | 33+   | 19+   |
| Спарта (Прага)      | 1987/88          | 28                     | 11                     | 2+                 | 1+                 | 4                           | 1                           | 0          | 0          | 34+   | 13+   |
| Спарта (Прага)      | 1988/89          | 30                     | 13                     | 2+                 | 1+                 | 2                           | 0                           | 0          | 0          | 34+   | 14+   |
| Спарта (Прага)      | 1989/90          | 26                     | 13                     | ?                  | ?                  | 4                           | 1                           | 0          | 0          | 30+   | 14+   |
| Спарта (Прага)      | Итого            | 113                    | 55                     | 6+                 | 2+                 | 10                          | 2                           | 2          | 1          | 131+  | 60+   |
| Дженоа              | 1990/91          | 33                     | 15                     | ?                  | ?                  | 0                           | 0                           | 0          | 0          | 33+   | 15+   |
| Дженоа              | 1991/92          | 32                     | 11                     | ?                  | ?                  | 0                           | 0                           | 10         | 4          | 42+   | 15+   |
| Дженоа              | 1992/93          | 31                     | 10                     | ?                  | ?                  | 0                           | 0                           | 0          | 0          | 31+   | 10+   |
| Дженоа              | 1993/94          | 28                     | 9                      | ?                  | ?                  | 0                           | 0                           | 0          | 0          | 28+   | 9+    |
| Дженоа              | 1994/95          | 31+1                   | 12+1                   | ?                  | ?                  | 0                           | 0                           | 0          | 0          | 32+   | 13+   |
| Дженоа              | 1995/96          | 8                      | 1                      | ?                  | ?                  | 0                           | 0                           | 0          | 0          | 8+    | 1+    |
| Дженоа              | Итого            | 163+1                  | 58+1                   | ?                  | ?                  | 0                           | 0                           | 10         | 4          | 174+  | 63+   |
| Спортинг (Лиссабон) | 1995/96          | 4                      | 0                      | 0                  | 0                  | 0                           | 0                           | 0          | 0          | 4     | 0     |
| Спортинг (Лиссабон) | Итого            | 4                      | 0                      | 0                  | 0                  | 0                           | 0                           | 0          | 0          | 4     | 0     |
| Всего за карьеру    | Всего за карьеру | 367+1                  | 134+1                  | 8+                 | 4+                 | 10                          | 2                           | 19         | 8          | 405+  | 149+  |

## Статистика в сборной
| №  | Дата             | Место проведения | Оппонент   | Счёт | Голы | Турнир                    |
| 1  | 4 сентября 1985  | Брно             | Польша     | 3:1  | -    | Товарищеский матч         |
| 2  | 10 сентября 1986 | Прага            | Нидерланды | 1:0  | -    | Товарищеский матч         |
| 3  | 15 октября 1986  | Брно             | Финляндия  | 3:0  | -    | Отборочный матч к ЧЕ 1988 |
| 4  | 12 ноября 1986   | Братислава       | Дания      | 0:0  | -    | Отборочный матч к ЧЕ 1988 |
| 5  | 25 марта 1987    | Беллинцона       | Швейцария  | 2:1  | -    | Товарищеский матч         |
| 6  | 29 апреля 1987   | Рексем           | Уэльс      | 1:1  | -    | Отборочный матч к ЧЕ 1988 |
| 7  | 3 июня 1987      | Копенгаген       | Дания      | 1:1  | -    | Отборочный матч к ЧЕ 1988 |
| 8  | 9 сентября 1987  | Хельсинки        | Финляндия  | 0:3  | -    | Отборочный матч к ЧЕ 1988 |
| 9  | 11 ноября 1987   | Прага            | Уэльс      | 2:0  | -    | Отборочный матч к ЧЕ 1988 |
| 10 | 20 сентября 1988 | Прага            | Австрия    | 4:2  | -    | Товарищеский матч         |
| 11 | 18 октября 1988  | Эш               | Люксембург | 2:0  | -    | Отборочный матч к ЧМ 1990 |
| 12 | 4 ноября 1988    | Братислава       | Норвегия   | 3:2  | -    | Товарищеский матч         |
| 13 | 9 мая 1989       | Прага            | Люксембург | 4:0  | 2    | Отборочный матч к ЧМ 1990 |
| 14 | 7 июня 1989      | Берн             | Швейцария  | 1:0  | 1    | Отборочный матч к ЧМ 1990 |
| 15 | 5 сентября 1989  | Нитра            | Румыния    | 2:0  | -    | Товарищеский матч         |
| 16 | 6 октября 1989   | Прага            | Португалия | 2:1  | -    | Отборочный матч к ЧМ 1990 |
| 17 | 25 октября 1989  | Прага            | Швейцария  | 3:0  | 1    | Отборочный матч к ЧМ 1990 |
| 18 | 15 ноября 1989   | Лиссабон         | Португалия | 0:0  | -    | Отборочный матч к ЧМ 1990 |
| 19 | 21 февраля 1990  | Аликанте         | Испания    | 0:1  | -    | Товарищеский матч         |
| 20 | 4 апреля 1990    | Брно             | Египет     | 0:1  | -    | Товарищеский матч         |
| 21 | 25 апреля 1990   | Лондон           | Англия     | 2:4  | 1    | Товарищеский матч         |
| 22 | 26 мая 1990      | Дюссельдорф      | ФРГ        | 0:1  | -    | Товарищеский матч         |
| 23 | 10 июня 1990     | Флоренция        | США        | 5:1  | 2    | Чемпионат мира 1990       |
| 24 | 15 июня 1990     | Флоренция        | Австрия    | 1:0  | -    | Чемпионат мира 1990       |
| 25 | 19 июня 1990     | Рим              | Италия     | 0:2  | -    | Чемпионат мира 1990       |
| 26 | 23 июня 1990     | Бари             | Коста-Рика | 4:1  | 3    | Чемпионат мира 1990       |
| 27 | 1 июля 1990      | Милан            | ФРГ        | 0:1  | -    | Чемпионат мира 1990       |
| 28 | 29 августа 1990  | Куусанкоски      | Финляндия  | 1:1  | -    | Товарищеский матч         |
| 29 | 26 сентября 1990 | Кошице           | Исландия   | 1:0  | -    | Отборочный матч к ЧЕ 1992 |
| 30 | 13 октября 1990  | Париж            | Франция    | 1:2  | 1    | Отборочный матч к ЧЕ 1992 |
| 31 | 14 ноября 1990   | Прага            | Испания    | 3:2  | -    | Отборочный матч к ЧЕ 1992 |
| 32 | 5 июня 1991      | Рейкьявик        | Исландия   | 1:0  | -    | Отборочный матч к ЧЕ 1992 |
| 33 | 18 декабря 1991  | Гояния           | Бразилия   | 1:2  | 1    | Товарищеский матч         |
| 34 | 25 марта 1992    | Прага            | Англия     | 2:2  | 1    | Товарищеский матч         |
| 35 | 22 апреля 1992   | Прага            | Германия   | 1:1  | -    | Товарищеский матч         |
| 36 | 19 августа 1992  | Братислава       | Австрия    | 2:2  | -    | Товарищеский матч         |
| 37 | 2 сентября 1992  | Прага            | Бельгия    | 1:2  | -    | Отборочный матч к ЧМ 1994 |
| 38 | 14 ноября 1992   | Бухарест         | Румыния    | 1:1  | -    | Отборочный матч к ЧМ 1994 |
| 39 | 24 марта 1993    | Лимасол          | Кипр       | 1:1  | -    | Отборочный матч к ЧМ 1994 |
| 40 | 2 июня 1993      | Кошице           | Румыния    | 5:2  | -    | Отборочный матч к ЧМ 1994 |
| 41 | 8 сентября 1993  | Кардифф          | Уэльс      | 2:2  | -    | Отборочный матч к ЧМ 1994 |
| 42 | 27 октября 1993  | Кошице           | Кипр       | 3:0  | 1    | Отборочный матч к ЧМ 1994 |
| 43 | 17 ноября 1993   | Брюссель         | Бельгия    | 0:0  | -    | Отборочный матч к ЧМ 1994 |

Итого: 43 матча / 14 голов; 21 победа, 12 ничьих, 10 поражений.
| № | Дата            | Место проведения | Оппонент   | Счёт | Голы | Турнир                    |
| 1 | 25 мая 1994     | Острава          | Литва      | 5:3  | -    | Товарищеский матч         |
| 2 | 17 августа 1994 | Бордо            | Франция    | 2:2  | 1    | Товарищеский матч         |
| 3 | 12 октября 1994 | Та'Кали          | Мальта     | 0:0  | -    | Отборочный матч к ЧЕ 1996 |
| 4 | 26 апреля 1995  | Прага            | Нидерланды | 3:1  | 1    | Отборочный матч к ЧЕ 1996 |
| 5 | 7 июня 1995     | Люксембург       | Люксембург | 0:1  | -    | Отборочный матч к ЧЕ 1996 |
| 6 | 6 сентября 1995 | Прага            | Норвегия   | 2:0  | 1    | Отборочный матч к ЧЕ 1996 |

Итого: 6 матчей / 3 гола; 3 победы, 2 ничьих, 1 поражение.
| № | Дата             | Место проведения | Соперник  | Счёт | Голы | Турнир                    |
| 1 | 30 мая 1986      | Москва           | СССР      | 0:1  | -    | Товарищеский матч         |
| 2 | 29 октября 1986  | Прага            | Бельгия   | 2:0  | -    | Отборочный матч к ОИ 1988 |
| 3 | 10 июня 1987     | Ээнекоски        | Финляндия | 2:0  | 1    | Отборочный матч к ОИ 1988 |
| 4 | 23 сентября 1987 | Дунайска-Стреда  | Финляндия | 2:0  | -    | Отборочный матч к ОИ 1988 |
| 5 | 7 октября 1987   | Варегем          | Бельгия   | 2:0  | 1    | Отборочный матч к ОИ 1988 |
| 6 | 28 октября 1987  | Прага            | Югославия | 1:0  | 1    | Отборочный матч к ОИ 1988 |
| 7 | 23 марта 1988    | Градец-Кралове   | Болгария  | 5:1  | 2    | Товарищеский матч         |
| 8 | 12 апреля 1988   | Нитра            | Австрия   | 1:0  | -    | Отборочный матч к ОИ 1988 |
| 9 | 27 апреля 1988   | Петринья         | Югославия | 0:1  | -    | Отборочный матч к ОИ 1988 |

Итого: 9 матчей / 5 голов; 7 побед, 2 поражения.
| №  | Дата             | Место проведения  | Соперник   | Счёт | Голы | Турнир                                |
| 1  | 27 марта 1984    | Мост              | ГДР        | 3:2  | -    | Товарищеский матч                     |
| 2  | 4 сентября 1984  | Коринф            | Греция     | 0:0  | -    | Товарищеский матч                     |
| 3  | 13 октября 1984  | Пасуш-де-Феррейра | Португалия | 1:0  | -    | Отборочный матч к молодёжному ЧЕ 1984 |
| 4  | 28 октября 1984  | Нова-Руда         | Польша     | 0:1  | -    | Товарищеский матч                     |
| 5  | 13 марта 1985    | Тахов             | ГДР        | 0:3  | -    | Товарищеский матч                     |
| 6  | 26 марта 1985    | Мартиньи          | Швейцария  | 1:0  | -    | Товарищеский матч                     |
| 7  | 30 апреля 1985   | Млада-Болеслав    | ФРГ        | 1:1  | 1    | Отборочный матч к молодёжному ЧЕ 1984 |
| 8  | 4 июня 1985      | Энчёпинг          | Швеция     | 0:1  | -    | Отборочный матч к молодёжному ЧЕ 1984 |
| 9  | 3 сентября 1985  | Старе Место       | Польша     | 2:1  | -    | Товарищеский матч                     |
| 10 | 24 сентября 1985 | Влашим            | Португалия | 3:1  | 2    | Отборочный матч к молодёжному ЧЕ 1986 |
| 11 | 15 октября 1985  | Теплице           | Швеция     | 0:2  | -    | Отборочный матч к молодёжному ЧЕ 1986 |
| 12 | 16 ноября 1985   | Регенсбург        | ФРГ        | 1:3  | -    | Отборочный матч к молодёжному ЧЕ 1986 |
| 13 | 13 мая 1986      | Фёклабрук         | Австрия    | 1:2  | 1    | Товарищеский матч                     |

Итого: 13 матчей / 4 гола; 5 побед, 2 ничьих, 6 поражений.
| Год   | Финальные матчи ЧМ | Финальные матчи ЧМ | Отборочные матчи ЧМ | Отборочные матчи ЧМ | Отборочные матчи ЧЕ | Отборочные матчи ЧЕ | Товарищеские матчи | Товарищеские матчи | Итого | Итого |
| Год   | Игры               | Голы               | Игры                | Голы                | Игры                | Голы                | Игры               | Голы               | Игры  | Голы  |
| ----- | ------------------ | ------------------ | ------------------- | ------------------- | ------------------- | ------------------- | ------------------ | ------------------ | ----- | ----- |
| 1985  | 0                  | 0                  | 0                   | 0                   | 0                   | 0                   | 1                  | 0                  | 1     | 0     |
| 1986  | 0                  | 0                  | 0                   | 0                   | 2                   | 0                   | 1                  | 0                  | 3     | 0     |
| 1987  | 0                  | 0                  | 0                   | 0                   | 4                   | 0                   | 1                  | 0                  | 5     | 0     |
| 1988  | 0                  | 0                  | 1                   | 0                   | 0                   | 0                   | 2                  | 0                  | 3     | 0     |
| 1989  | 0                  | 0                  | 5                   | 4                   | 0                   | 0                   | 1                  | 0                  | 6     | 4     |
| 1990  | 5                  | 5                  | 0                   | 0                   | 3                   | 1                   | 5                  | 1                  | 13    | 7     |
| 1991  | 0                  | 0                  | 0                   | 0                   | 1                   | 0                   | 1                  | 1                  | 2     | 1     |
| 1992  | 0                  | 0                  | 2                   | 0                   | 0                   | 0                   | 3                  | 1                  | 5     | 1     |
| 1993  | 0                  | 0                  | 5                   | 1                   | 0                   | 0                   | 0                  | 0                  | 5     | 1     |
| Итого | 5                  | 5                  | 13                  | 5                   | 10                  | 1                   | 15                 | 3                  | 43    | 14    |

| Год   | Отборочные матчи ЧЕ | Отборочные матчи ЧЕ | Товарищеские матчи | Товарищеские матчи | Итого | Итого |
| Год   | Игры                | Голы                | Игры               | Голы               | Игры  | Голы  |
| ----- | ------------------- | ------------------- | ------------------ | ------------------ | ----- | ----- |
| 1994  | 1                   | 0                   | 2                  | 1                  | 3     | 1     |
| 1995  | 3                   | 2                   | 0                  | 0                  | 3     | 2     |
| Итого | 4                   | 2                   | 2                  | 1                  | 6     | 3     |

| Год   | Отборочные матчи ОИ | Отборочные матчи ОИ | Товарищеские матчи | Товарищеские матчи | Итого | Итого |
| Год   | Игры                | Голы                | Игры               | Голы               | Игры  | Голы  |
| ----- | ------------------- | ------------------- | ------------------ | ------------------ | ----- | ----- |
| 1986  | 1                   | 0                   | 1                  | 0                  | 2     | 0     |
| 1987  | 4                   | 3                   | 0                  | 0                  | 4     | 3     |
| 1988  | 2                   | 0                   | 1                  | 2                  | 3     | 2     |
| Итого | 7                   | 3                   | 2                  | 2                  | 9     | 5     |

| Год   | Отборочные матчи молодёжного ЧЕ | Отборочные матчи молодёжного ЧЕ | Товарищеские матчи | Товарищеские матчи | Итого | Итого |
| Год   | Игры                            | Голы                            | Игры               | Голы               | Игры  | Голы  |
| ----- | ------------------------------- | ------------------------------- | ------------------ | ------------------ | ----- | ----- |
| 1984  | 1                               | 0                               | 3                  | 0                  | 4     | 0     |
| 1985  | 5                               | 3                               | 3                  | 0                  | 8     | 3     |
| 1986  | 0                               | 0                               | 1                  | 1                  | 1     | 1     |
| Итого | 6                               | 3                               | 7                  | 1                  | 13    | 4     |